# 10974 Carolalbert
10974 Carolalbert (2225 T-2) là một tiểu hành tinh vành đai chính được phát hiện ngày 29 tháng 9 năm 1973 bởi C. J. van Houten và I. van Houten-Groeneveld ở Palomar bởi T. Gehrels.